# Ôn Kiệu
Ôn Kiệu (chữ Hán: 温峤, 288 – 329) tự Thái Chân, người huyện Kỳ, quận Thái Nguyên, Tịnh Châu, là đại thần nhà Đông Tấn trong lịch sử Trung Quốc. Ông có công dẹp loạn Vương Đôn, Tô Tuấn.

## Thân thế
Kiệu là hậu duệ của sĩ tộc họ Ôn ở huyện Kỳ, nguyên tổ là Ôn Tự đầu đời Đông Hán, tuẫn tiết khi bị bắt bởi bộ tướng của Ngôi Hiêu là Cẩu Vũ. Đời Tào Ngụy có Ôn Khôi làm đến Dương Châu thứ sử, chuyển làm Lương Châu thứ sử.
Bác ông là Ôn Tiện, làm đến Tư đồ nhà Tây Tấn; cha là Đảm, làm đến Hà Đông thái thú. Sáu anh em Tiện được người đời gọi là "lục long".
Kiệu là nhân vật có nhiều công tích nhất, nổi tiếng nhất của họ Ôn. Dì của ông là vợ của danh tướng Lưu Côn.

## Giúp Lưu Côn kháng Hồ
Kiệu từ nhỏ thông minh, mẫn tiệp, lại có hiểu biết, độ lượng; học rộng khắp các sách vở; sớm đã nhờ hiếu thuận mà nổi tiếng ở quê nhà; dáng cách nghiêm chỉnh, đàm luận khôn ngoan, ai gặp rồi cũng yêu mến.
Năm lên 17, châu quận vời gọi, đều không nhận. Làm Đô quan tòng sự cho Tư lệ hiệu úy. Kiệu tâu lên việc danh sĩ Dữu Ngai làm Tán kỵ thường thị, mà lại bóc lột của dân, gây chấn động kinh sư. Sau đó được cử Tú tài, làm Đông các tế tửu cho phủ Tư đồ, rồi được bổ làm Thượng Đảng lộ lệnh.
Bình bắc đại tướng quân Lưu Côn rất yêu mến Kiệu, mời làm Tham quân. Côn được thăng Đại tướng quân, ông được làm Tòng sự trung lang, Thượng Đảng thái thú, được gia Kiến uy tướng quân, Đốc hộ tiền phong quân sự. Kiệu tham gia giao chiến với Thạch Lặc, nhiều lần lập công. Côn được thăng Tư không, lấy ông làm Hữu tư mã. Bấy giờ ruộng vườn tan hoang, giặc giã khắp nơi, Thạch Lặc, Lưu Thông chiếm giữ Trung Nguyên, Kiệu ra sức giúp rập Lưu Côn trong công cuộc kháng Hồ.

## Khuyên Lang Da vương lên ngôi
Tháng 11 ÂL năm Kiến Hưng thứ 4 (316), Tấn Mẫn đế bị bắt, nhà Tây Tấn diệt vong, Lưu Côn thấy Lang Da vương Tư Mã Duệ ở Giang Tả là tông thất, bèn khuyên Kiệu về nam, ông nghe theo. Côn bèn lấy Kiệu làm Tả trưởng sử, vào tháng 3 ÂL năm sau (317), sai ông dâng biểu khuyên Tư Mã Duệ lên ngôi. Duệ (tức Tấn Nguyên đế) rất hài lòng về Kiệu, bọn danh sĩ Vương Đạo, Chu Nghĩ, Tạ Côn, Dữu Lượng, Hoàn Di đều yêu mến tài năng và nhân cách của ông. Kiệu gặp Vương Đạo, cho rằng nước nhà đã có nhân tài, nhiều lần xin lên bắc, đế không cho. Đến khi Côn bị Đoạn Thất Đê giết, ông dâng biểu xin truy tặng cho ông ta, đế đồng ý. Kiệu được ban chức Tán kỵ thị lang. Khi xưa ông không nghe lời mẹ là Thôi thị, bỏ nhà theo Lưu Côn. Về sau Thôi thị mất, Kiệu bị chiến loạn ngăn trở không thể về chịu tang. Đến nay ông từ chối chức vụ, cố xin lên bắc. Triều đình bàn rằng việc nước cấp bách hơn việc nhà, buộc Kiệu phải nhận chức.

## Dẹp loạn Vương Đôn
Kiệu từng làm Trưởng sử cho Vương Đạo, rồi được thăng Thái tử trung thứ tử. Ở Đông cung, ông kết thân với Thái tử Tư Mã Thiệu. Kiệu nhiều lần khuyên can, còn dâng lên "Thị thần châm" (phương châm của bầy tôi), có giá trị rất lớn. Khi ấy Thái tử muốn xây nhà lầu ở Tây Trì, kinh phí dự tính rất lớn, Kiệu can rằng triều đình mới dựng, giặc giã chưa dứt, cần tiết kiệm sức dân – sức của, Thái tử nghe theo. Đến lúc Vương Đôn đưa quân về triều (322), đài quân thất bại, Thái tử muốn tự ra đánh, ông nắm dàm ngựa can ngăn không nên vì nóng giận mà khinh suất, Thái tử bèn thôi.
Tư Mã Thiệu lên ngôi, là Minh đế, Kiệu dự vào tất cả những việc cơ mật, còn tham gia soạn chiếu mệnh, văn thư. Ít lâu sau được thăng Trung thư lệnh. Ông có tài năng, được đế trông cậy, khiến Vương Đôn e dè, mời làm Tả tư mã cho mình. Đôn hành xử ngang ngược, Kiệu can ngăn, Đôn không theo. Ông biết Đôn sẽ không hối cải, vì thế giả cách cung kính, ra sức làm việc cho ông ta; lại kết thân với Tiền Phượng, thường khen ngợi nên được lòng Phượng. Chức Đan Dương doãn bị khuyết, Kiệu khuyên Đôn nên đưa thân tín vào chức ấy và tiến cử Tiền Phượng, Phượng tiến cử ngược lại ông, Kiệu vờ từ chối rồi nhận lấy. Ông thoát khỏi sự kiềm chế của Đôn, về kinh thành, tâu rõ âm mưu của Đôn, đề nghị triều đình phòng bị.
Khi Đôn lại dấy binh, Kiệu được gia chức Trung lũy tướng quân, Trì tiết, Đô đốc đông an bắc bộ chư quân sự. Đôn làm biểu đòi trị tội gian thần, liệt tên của ông đứng đầu; muốn triều đình giao nộp, đề ông ta tự tay nhổ lưỡi. Đôn sai Vương Hàm, Tiền Phượng đánh kinh thành, Kiệu đốt cầu nổi Chu Tước để ngăn địch. Ông tự soái quân tham giao thủy chiến, đánh bại Vương Hàm, sau đó truy kích Tiền Phượng ở Giang Ninh. Việc xong, được phong Kiến Ninh huyện khai quốc công, ban 5400 xúc lụa, tiến hiệu Tiền tướng quân. Ông dâng sớ xin tha cho những quan viên dưới quyền Đôn, đế nghe theo.

## Dẹp loạn Tô Tuấn
Minh đế băng, Kiệu cùng Vương Đạo, Si Giám, Dữu Lượng, Lục Diệp, Biện Khổn được làm cố mệnh. Khi ấy Lịch Dương thái thú Tô Tuấn chứa chấp những kẻ vong mạng, nên bị triều đình nghi ngờ; Chinh tây tướng quân Đào Khản có uy danh ở vùng Kinh Sở, cũng bị nghi ngờ; nên ông được lệnh tổ chức viện quân ở thượng lưu. Đầu những năm Hàm Hòa (326 – 335), Kiệu thay Ứng Chiêm làm Giang Châu thứ sử, Trì tiết, Đô đốc, bình nam tướng quân, trấn thủ Vũ Xương, có nhiều chánh tích, tỏ rõ tài năng. Ông đích thân tế mộ danh sĩ đời Đông Hán là Từ Nhụ Tử; xin dời châu trị về Dự Chương, quân phủ về Tầm Dương, nhưng đều không được phép.
Kiệu nghe tin Tô Tuấn được triệu, lo ắt có biến, xin về triều để phòng bị, nhưng không được phép. Quả nhiên Tô Tuấn phản. Ông đóng quân ở Tầm Dương, sai bọn Đốc hộ Vương Khiên Kỳ, Tây Dương thái thủ Đặng Nhạc, Bà Dương nội sử Kỷ Chiêm đưa quân đi cứu. Khi kinh sư thất thủ, Kiệu nghe tin thì kêu khóc. Ít lâu sau Dữu Lượng chạy đến, tuyên chiếu của Thái hậu, cho ông được tiến hiệu Phiếu kỵ tướng quân, Khai phủ nghi đồng tam tư, Kiệu từ chối. Ông không kể đến thất bại của Lượng, vẫn xem ông ta như thượng cấp của mình, chia quân cho Lượng. Kiệu sai Vương Khiên Kỳ mời Đào Khản cùng đi dẹp loạn, Khản hận không được làm Cố mệnh nên từ chối. Ban đầu ông muốn bỏ qua, sau đó theo lời khuyên bộ tướng Mao Bảo, kiên trì thuyết phục Khản. Kiệu và Lượng nhường nhau làm minh chủ, em họ ông là Ôn Sung tiến cử Đào Khản – vốn sở hữu binh lực mạnh nhất – nên Kiệu sai Vương Khiên Kỳ thông báo với Khản, ông ta nhận lời. Ông bèn phát hịch bố cáo tội trạng của Tô Tuấn.
Khi ấy Đào Khản đã phát quân của đốc hộ Cung Đăng rồi lại gọi về. Kiệu gởi thư khuyên dụ, còn dùng cái chết của con Khản là Chiêm (bị phản quân Tô Tuấn giết) để khích động ông ta. Cuối cùng Khản tự cầm quân đến hội họp với ông.
Liên quân có 6 vạn người, cờ xí kéo dài 700 dặm, chiêng trống vang xa hàng trăm dặm, nhằm thẳng Thạch Đầu, dừng ở Thái Châu. Khản đóng đồn ở Tra Phổ, Kiệu đóng đồn ở Sa Môn Phổ.
Tô Tuấn bức Tấn Thành đế cùng đi đến Thạch Đầu. Phản quân có nhiều ngựa, liên quân phần lớn là thủy quân, nên Đào Khản không vội tấn công. Ông ta theo kế của Lý Căn, đắp lũy Bạch Thạch, sai Dữu Lượng trấn giữ. Phản quân đánh lũy, liên quân đẩy lui được. Kiệu cũng đắp lũy ở Tứ Vọng Ki, hòng vây bức phản quân. Quân đội của ông giao chiến với phản quân, gặp nhiều thất bại, rồi hết lương. Khản giận, đòi bỏ về Kinh Châu. Kiệu khuyên giải, Khản mới thôi.
Kiệu dựng miếu tạm, mở sân lập đàn, cáo với trời đất tổ tông, tự đọc văn tế, lời lẽ khích động, nước mắt đầm đìa, nên sĩ khí lên cao. Hôm ấy, bọn Khản soái quân đón đánh phản quân ở Bạch Thạch. Tô Tuấn trong lúc đốc chiến thì say rượu, ngã ngựa và bị bộ tướng của Đào Khản giết. Em Tuấn là Dật thay anh nắm quyền. Khuông Thuật bỏ phản quân, dâng đài thành xin hàng, bị Dật tấn công, bèn cầu cứu Kiệu. Ông theo kế của Giang Châu biệt giá La Động – không dùng bộ quân đi cứu đài thành mà tận dụng nước sông đang dâng cao, đưa thủy quân tấn công cầu nổi của Thạch Đầu, nhờ đó liên quân đại phá Thạch Đầu, như thế đài thành cũng được giải vây. Phấn uy trưởng sử Đằng Hàm ôm Thành đế chạy vào thuyền của Kiệu. Tuy Đào Khản là minh chủ, nhưng công lớn nhất phải thuộc về ông. Việc xong, được tiến hiệu Phiêu kỵ tướng quân, Khai phủ nghi đồng tam tư, gia Tán kỵ thường thị, phong Thủy An quận công, thực ấp 3000 hộ.
Vương Đạo được bộ tướng của Tô Tuấn là Lộ Vĩnh, Khuông Thuật, Giả Ninh giúp đỡ, nên muốn nhiệm dụng bọn họ. Kiệu cho rằng bọn Thuật cũng là đầu sỏ, biết hối cải thì có thể tha chết, nhưng không thể dùng được, Đạo đành thôi.

## Cái chết
Triều đình muốn giữ Ôn Kiệu làm phụ chính, ông cho rằng Vương Đạo do Nguyên đế, Minh đế bổ nhiệm, nên từ chối mà về trấn. Chưa được bao lâu ông vì nhổ răng mà bị trúng phong và qua đời, lúc đó 42 tuổi. Quan dân Giang Châu không ai không rơi nước mắt. Được truy tặng Thị trung, Đại tướng quân, Trì tiết, Đô đốc, Thứ sử, Công tước như cũ; ban trăm vạn tiền, ngàn xúc vải, thụy là Trung Vũ, cúng tế bằng cỗ thái lao.
Ban đầu Kiệu được táng ở Dự Chương, triều đình xét công – đức, muốn làm cho ông ngôi mộ lớn tại phía bắc lăng của 2 đế Nguyên, Minh. Đào Khản dâng biểu trình thư của Kiệu (gởi cho Khản), cho biết Kiệu liêm khiết, không muốn gây việc tốn kém, nên dừng việc ấy để nêu cao tấm gương trung liệt; có chiếu nghe theo. Về sau vợ Kiệu là Hà thị mất, con ông là Ôn Phóng Chi đưa tang về kinh đô, triều đình cho phép được chôn ở phía bắc Bình Lăng, rồi tặng Hà thị và vợ trước của Kiệu là Vương thị ấn thụ Thủy An phu nhân.
Mộ của Kiệu ngày nay ở tây nam chân núi Quách Gia, phía bắc Nam Kinh.

## Gia quyến
Tháng 2 năm 2001, tại mộ địa của Ôn Kiệu, các nhà khảo cổ tìm được hơn 80 văn vật các loại, đáng quý nhất là tấm bia có 10 dòng, 104 chữ cho biết:
- Ông nội là Tế Nam thái thú Ôn Cung, tự Trọng Nhượng, có phu nhân là Quách thị người Thái Nguyên.
- Cha là Hà Đông thái thú Ôn Xiêm (Tấn thư chép là Đảm), tự Thiếu Khanh, có phu nhân là Trần thị người Dĩnh Xuyên; Thôi thị người Thanh Hà.
- Kiệu có phu nhân là Lý thị người Cao Bình; Vương thị người Lang Da; Hà thị người Lư Giang.
- Con trai là Ôn Phóng Chi, tự Hoằng Tổ và Ôn Thức Chi, tự Mục Tổ; con gái là Đảm và Quang.

Phóng Chi được nối tước, về sau làm Giao Châu thứ sử. Thức Chi được phong Tân Kiến huyện hầu, làm đến tán kỵ thường thị.